# Georgia en los Juegos Paralímpicos de Tokio 2020
Georgia estuvo representada en los Juegos Paralímpicos de Tokio 2020 por un trece deportistas, nueve hombres y cuatro mujeres.

## Medallistas
El equipo paralímpico georgiano obtuvo las siguientes medallas:
| Nombre            | Deporte                    | Evento                      |
| ----------------- | -------------------------- | --------------------------- |
| Oro               |                            |                             |
| —                 |                            |                             |
| Plata             |                            |                             |
| Nino Tibilashvili | Esgrima en silla de ruedas | Sable individual A femenino |
| Ina Kaldani       | Yudo                       | –70 kg femenino             |
| Revaz Chikoidze   | Yudo                       | +100 kg masculino           |
| Bronce            |                            |                             |
| —                 |                            |                             |